# 海林农场
海林农场是一个位于中华人民共和国黑龙江省牡丹江市海林市的类似乡级单位，亦是黑龙江省农垦牡丹江管理局所属的一个农场。
海林农场创建于1954年，总面积26.3万亩，耕地13.1万亩，总人口7300人。

## 行政区划
海林农场下辖以下单位：
海林农场场直社区、海林农场农业管理区、海林农场第二管理区和海林农场第三管理区。